# Шевченково (Ильинецкий район)
Шевченково (укр. Шевченкове) — село на Украине, находится в Ильинецком районе Винницкой области.
Код КОАТУУ — 0521282409. Население по переписи 2001 года составляет 132 человека. Почтовый индекс — 22721. Телефонный код — 4345.
Занимает площадь 0,59 км².

## Адрес местного совета
22721, Винницкая область, Иллинецкий р-н, с.Жорнище, ул.Бойка, 17